# Horákova lípa v Ludvíkově
Horákova lípa v Ludvíkově je památný strom lípy malolisté (Tilia cordata) rostoucí v Ludvíkově pod Smrkem, části Nového Města pod Smrkem ve Frýdlantském výběžku na severu Libereckého kraje České republiky. Dosahuje výšky 26 metrů a obvod jejího kmene činí 500 centimetrů. Dříve u ní stávala i usedlost.
Rozhodnutí o vyhlášení za památný chráněný strom vydal 3. listopadu 1993 městský úřad v Novém Městě pod Smrkem, přičemž účinnost tohoto dokumentu je od 30. listopadu 1993.